# Marta Vilajosana
Marta Vilajosana (Barcelona, 13 de marzo de 1975) es una exciclista profesional española. Ha sido una de las pocas ciclistas españolas en conseguir una etapa en el Giro de Italia Femenino consiguiendo este hecho en la quinta etapa de la edición del 2006 consiguiendo además otras tres victorias internacionales a lo largo de su carrera. Participó en los Juegos Olímpicos de Pekín tanto en la prueba contrarreloj (entrando en lugar de María Isabel Moreno baja de última hora) como en ruta.
En 2003 formó parte del primer equipo ciclista profesional femenino registrado en España, gracias al patrocinio de la Generalidad de Cataluña al equipo Aliverti Kookai donde coinció con Anna Ramírez y otras ciclistas catalanas, aunque la sede real del mismo y el centro de operaciones del equipo siempre estuvo en Italia.

## Palmarés
1998 (como amateur)
- 3.ª en el Campeonato de España Contrarreloj

1999 (como amateur)
- 3.ª en el Campeonato de España Contrarreloj

2002
- Campeonato de España Persecución
- 3.ª en el Campeonato de España Contrarreloj

2005
- 1 etapa del Giro del Trentino Alto Adige-Südtirol
- 1 etapa del Giro de Italia Femenino
- 3.ª en el Campeonato de España Contrarreloj

2007
- 1 etapa de la Vuelta Ciclista Femenina a El Salvador
- 2.ª en el Campeonato de España en Ruta
- 2.ª en el Campeonato de España Contrarreloj
- 1 etapa del Tour Féminin en Limousin

2009
- Campeonato de España en Ruta

## Resultados en Grandes Vueltas y Campeonatos del Mundo
Durante su carrera deportiva ha conseguido los siguientes puestos en las Grandes Vueltas femeninas y en los Campeonatos del Mundo en carretera:
| Carrera              | 1999 | 2000 | 2001 | 2002 | 2003 | 2004 | 2005 | 2006 | 2007 | 2008 | 2009 | 2010 |
| -------------------- | ---- | ---- | ---- | ---- | ---- | ---- | ---- | ---- | ---- | ---- | ---- | ---- |
| Giro de Italia       | -    | -    | ?    | ?    | -    | -    | 17.ª | 32.ª | 20.ª | 19.ª | 20.ª | 19.ª |
| Tour de l'Aude       | -    | -    | -    | -    | -    | -    | -    | 26ª  | -    | -    | -    | F.c. |
| Grande Boucle        | Ab.  | -    | Ab.  | 49.ª | Ab.  | X    | -    | -    | -    | -    | -    | X    |
| Mundial en Ruta      | -    | -    | -    | -    | -    | -    | 88.ª | Ab.  | 60.ª | 7ª   | Ab.  | -    |
| Mundial Contrarreloj | -    | -    | -    | -    | -    | -    | -    | -    | 33.ª | 30ª  | -    | -    |

-: no participa

Ab.: abandono

F.c.: descalificada por "fuera de control"

X: ediciones no celebradas

## Equipos
- Aliverti Kookai (2002-2003)
  - Aliverti Immobilione Kookai Luca (2002)
  - Catalunya Aliverti Kookai (2003)
- SS Lazio Ciclismo Team Ladispoli (2005)
- Nobili Rubinetterie Menikini Cogeas (2006)
- Cmax Dila (2007-2009)
  - Cmax Dila-Guerciotti-Cogeas (2007)
  - Cmax Dila (2008-2009)
- Team Valdarno (2010)[8]
- Fenixs-Petrogradets (2010)[9]

## Premios, reconocimientos y distinciones
- Premio Mujer y Deporte Mireia Tapiador (2011)[10]